# Friedrich Hashagen
Johann Friedrich Hashagen (* 4. Oktober 1841 in Leuchtenberg (Hannover); † 6. November 1925 in Göttingen) war ein deutscher lutherischer Theologe, Dekan und Hochschullehrer.

## Leben
Hashagen besuchte das Gymnasium in Bremen und die Domschule in Verden und studierte ab 1861 Theologie an den Universitäten Erlangen und Göttingen. 1866 legte er vor dem Konsistorium in Stade das Examen pro ministerio ab und wurde durch den Generalsuperintendenten Justus Alexander Saxer ordiniert. Noch im gleichen Jahr wurde er Pfarradjunkt in Daverden, 1869 Pastor in Schwanewede, 1871 Pastor an der Kreuzkirche in Bremerhaven. Von 1879 bis 1886 war er Erster theologischer Lehrer am Missionshaus in Leipzig und von 1886 bis 1888 Stiftsprediger in Eisenach. Eine Berufung als Pfarrer nach Leipzig lehnte er ab. 1888 wurde er ordentlicher Professor der Theologie und Direktor des homiletisch-katechetischen Seminars der Universität Rostock. 1891/82, 1896/97, 1901/02, 1906/07 und 1912/13 war er Dekan der Theologischen Fakultät. Nebenamtlich amtierte er von 1888 bis 1915 auch Universitätsprediger. Er konstituierte zusammen mit Julius Pentzlin den Lutherischen Bund und begründete mit diesem 1899 die Zeitschrift Der alte Glaube. 1910 wurde er zum Konsistorialrat ernannt. Des Weiteren war er Mitglied im Bibelbund. 1913 wurde er in den Ruhestand versetzt.

## Familie
Verheiratet war Hashagen mit einer Tochter des Generalsuperintendenten Justus Ruperti, Caroline Louise Ruperti (* 1859). Aus der Ehe gingen unter anderem der Historiker Justus Hashagen, Ernst Hashagen, Käte Hashagen sowie der Oberst und Luftattaché Johannes Hashagen (1887–1948) hervor.

## Auszeichnungen
- Ehrendoktorwürde der Universität Rostock (1888)

## Werke (Auswahl)
- Seelsorgerliche Kreuzfahrten im Kampf wider kräftige Irrtümer. 1. Band: Der Knecht Christi. Gütersloh 1896
- Kirche—Kultur—Staat. Beiträge zur Würdigung der Notlage der evangelisch-lutherischen Kirche im modernen deutschen Leben. Gütersloh 1903
- Ernst Curtius als Sohn und Schüler, als Meister und als Mann. Skizzen zu seinem „Lebensbild in Briefen“. 1904
- Aus der Studentenzeit eines alten Pastors. Wismar 1908
- Johann Sebastian Bach als Sänger und Musiker des Evangeliums und der lutherischen Reformation. 1909
- Aus der Kandidaten- und Hauslehrerzeit eines alten Pastors. Wismar 1910
- Aus der Jugendzeit eines alten Pastors. Leipzig 1911
- Aus dem amtlichen Leben eines alten Pastors. Leipzig 1911
- Persönliche Schrift- und Kirchen-Studien zur Bekämpfung der modernrationalistischen Schriftkritik, Hermannsburg 1913
- Unsere religiösen Erzieher. Ein Protest. Leipzig 1918
- Wir deutschen Christen im Leiden und Tun. Elberfeld 1919
- Die erste Versuchung: 1. Mose, 3, 1-6. Elberfeld [1921]
- Der Neubau in den bisherigen Deutschen ev.-lutherischen Landeskirchen. Cassel [1923]
- Das Sakrament der heiligen Taufe im Gebrauch der deutschen ev.-lutherischen Gemeine. Cassel [1925]
- Christi Bekenntnis zum Alten Testament als zum Wort Gottes bindet jeden gläubigen Christen! Lüneburg ²1937